# Klášter Valmagne
Klášter Valmagne se nachází u vsi Villeveyrac nedaleko Montpellieru v jižní Francii.
Roku 1139 byl založen jako klášter benediktinský Raymondem Trencavelem, vikomtem z Béziers. O několik let později (roku 1159) byla tato fundace změněna na fundaci cisterciáckou. Kostel postavený v klasickém gotickém stylu se začal stavět roku 1257, je dlouhý 83 m a 24 m vysoký.
Dnes je klášter je obklopen vinicemi a věnuje se výrobě vína.